# سیارک ۶۱۲۲
سیارک ۶۱۲۲ (به انگلیسی: 6122 Henrard، نامگذاری:1987SW1) شش هزار و صد و بیست و دومین سیارک کشف شده‌است که در ۲۱ سپتامبر ۱۹۸۷ کشف شد.
قدر مطلق سیارک برابر ۱۳٫۸۰ است.